# 松前町立松前小学校
松前町立松前小学校（まさきちょうりつ まさきしょうがっこう）は、愛媛県伊予郡松前町の中心部にある公立小学校。

## 沿革概要
- 1887年（明治20年） - 松前尋常小学校設立。新立に本校、筒井に分校を、本村と南北黒田に簡易小学校を置く。
- 1890年（明治23年） - 松前村の発足により、簡易小学校を廃止・統合し、新たに松前尋常小学校設立。
- 1891年（明治24年） - 統合校舎建設。
- 1892年（明治25年） - 高等科を併置し、松前尋常高等小学校と改称。
- 1916年（大正5年） - 校舎増築。
- 1921年（大正10年） - 高等科3学年を廃止。
- 1922年（大正11年） - 教室等に電灯16灯据え付け。同年、運動場を拡張。
- 1923年（大正12年） - 校門に鉄製アーチを取り付け。各教室の障子をガラスに改造する。
- 1932年（昭和7年） - 講堂が完成。
- 1941年（昭和16年）4月1日 - 国民学校令により、松前国民学校と改称。
- 1947年（昭和22年）4月1日 - 学制改革により、松前町立松前小学校と改称。
- 1949年（昭和24年） - 粉ミルク中心の給食が始まる。同年、PTA発足。
- 1950年（昭和25年） - 現在の校地に、運動場拡張。
- 1957年（昭和32年）
  - 日付不明 - 給食室が落成。
  - 6月 - 完全給食開始。
- 1959年（昭和34年） - 校歌制定。
- 1965年（昭和40年） - 国旗掲揚台を新設。同年、青少年赤十字に加盟する。
- 1966年（昭和41年） - 校旗制定。
- 1967年（昭和42年） - 創立80周年記念式典挙行。
- 1969年（昭和44年） - 学校前に歩道橋が完成。同年、校訓碑を建立。
- 1970年（昭和45年） - 台風9号・10号により、校舎が被害を受ける。
- 1971年（昭和46年） - 松前町学校給食が建設され、校内給食を廃止、センター方式による給食を開始。
- 1972年（昭和47年） - 「児童会の歌」制定。同年、南校舎（鉄筋コンクリート3階建）落成。
- 1979年（昭和54年） - 校舎改築の地鎮祭を行う。講堂・その他を解体。
- 1980年（昭和55年） - 北校舎が落成し、9月の第2学期から入居。
- 1981年（昭和56年） - 校舎並びに屋内運動場が新築落成する。
- 1983年（昭和58年） - 創立95周年記念式典挙行、記念行事開催。
- 1985年（昭和60年） - 南校舎ベランダ補修。
- 1988年（昭和63年） - 創立百周年記念式典挙行（記念碑建立・記念誌発行・タイムカプセル埋設）。
- 1991年（平成3年） - 南校舎の廊下を張替する。
- 1992年（平成4年） - 南校舎の内装工事実施。
- 1993年（平成5年） - 北側防球ネットを新設。
- 1994年（平成6年） - プール改修工事と南校舎便所改修工事を行う。
- 1997年（平成9年） - コンピュータ室・図工室・第2音楽室改修工事と屋外運動場放送設備設置工事を行う。
- 1998年（平成10年） - 体育館屋根・電気設備を改修工事実施。同年、南校舎軒裏・壁面補修工事、遊具設置工事（ブランコ・鉄棒）を行う。
- 1999年（平成11年） - 南校舎手摺改修工事、若葉教室カーペット張替工事、進路指導教室観察室設置工事実施。
- 2001年（平成13年） - 若葉教室に便所・シャワーを設置。
- 2002年（平成14年)  - 玄関前インターロックを新設。同年、南校舎南側生垣改修（フェンス工事、植樹・汚水管敷設・上下水道管改修敷設）実施。
- 2003年（平成15年） - 下水道接続工事完成。
- 2005年（平成17年） - プールサイド南側フェンス改修工事と北門門扉設置工事実施。
- 2006年（平成18年） - 南校舎耐震診断実施。
- 2007年（平成19年） - 創立120周年記念式典挙行。タイムカプセル埋設。エアコン設置。
- 2012年（平成24年） - 北校舎・中校舎耐震補強工事実施。南校舎耐震補強工事と大規模改修工事が完了。
- 2013年（平成25年） - 体育館耐震補強工事が完了。
- 2015年（平成27年） - プール改修工事が完了。
- 2016年（平成28年） - 全教室にデジタルテレビを設置。
- 2017年（平成29年） - 創立130周年記念行事開催（全校集会・航空写真撮影）。
- 2018年（平成30年） - 特別支援学級2組エアコン設置。同年、パソコン室のパソコンが、全部入れ替え。プール周辺ブロック撤去に伴うフェンス付替工事実施。
- 2021年（令和3年） - GIGAスクール構想により、1人1台の端末運用開始。

## 通学区域と進学先中学校
出典

### 通学区域
- 南黒田・北黒田・浜・筒井

### 進学先中学校
- 松前町立松前中学校 - 本校と学区が同一

## アクセス
- 松前町ひまわりバスで、「松前小学校前」バス停下車。
- 伊予鉄道郡中線
  - 地蔵町駅から、徒歩約400m・約6分。
  - 岡田駅から、松前町ひまわりバスで、「松前小学校前」バス停まで15分。

## 周辺
- 愛媛県道22号伊予松山港線
- 西公民館
- 松前町立松前幼稚園 - 進学前幼稚園